# Pitigliano
Pitigliano (Pitiglianu o Pitijjanu en el dialecto local) es una ciudad italiana de 3754 habitantes en la provincia de Grosseto, en Toscana.
La pintoresca ciudad vieja es conocida como la pequeña Jerusalén, por la presencia histórica de una comunidad judía, siempre bien integrada en el contexto social y que tiene su propia sinagoga.

## Geografía física

### Territorio
El territorio municipal de Pitigliano se extiende por la parte occidental de la zona de Tufo. Limita al norte con el municipio de Sorano, al sureste con los municipios de Lazio Farnese, Ischia di Castro, Latera y Valentano desde el que limita con el extremo norte del Lamone, al oeste con la ciudad de Manciano.
Al llegar a Pitigliano desde el mar, subiendo por la carretera regional Maremmana 74, pueden observarse las características casas que sobresalen de un gran macizo de toba, totalmente espectacular. El acantilado que, por tanto, rodea la ciudad de Pitigliano está plagado, en tres de sus lados, de cuevas excavadas en la propia toba. Los ríos Lente, Meleta y Prochio fluyen por el fondo del valle.
La orografía del territorio municipal oscila entre 300 y 663 metros sobre el nivel del mar, desde Poggio Evangelista, que marca la frontera con la región de Lacio en el extremo oriental. 
Pitigliano está incluido en la lista de los pueblos más bellos de Italia patrocinados por la Asociación Nacional de Municipios Italianos.

### Clima
El territorio municipal de Pitigliano, aunque presenta diferentes casos según la orografía, se caracteriza por unas temperaturas mínimas en invierno bastante bajas, que incluso pueden mantenerse durante períodos prolongados, aunque los valores diarios máximos son a menudo agradables. Por el contrario, en verano el calor puede ser muy intenso, aunque generalmente va  acompañado de una humedad relativa baja.
Como resultado, el municipio se clasificó en la zona E con una suma de 2195 grados por día, lo que permite que los sistemas de calefacción se enciendan entre el 15 de octubre y el 15 de abril, hasta un máximo de 14 horas por día.
Sobre la base de los datos promedio disponibles entre los 1951-1980 en la única estación meteorológica ubicada dentro del territorio municipal, y que se muestra a continuación en la tabla, la temperatura promedio anual es de +14.1 °C a 313 metros s.n.m. de Pitigliano, mientras que las precipitaciones medias anuales se ven influenciadas por la presencia de desniveles, registrándose 926 mm en el mismo pueblo de Pitigliano.
| Localidad  | Altitud          | Temperatura media anual | Precipitación media anual | Promedio de referencia |
| ---------- | ---------------- | ----------------------- | ------------------------- | ---------------------- |
| Pitigliano | 313 metro s.n.m. | 14,1 °C                 | 926 mm                    | 1951-1980              |

## Historia
Pitigliano ya era un lugar frecuentado y habitado desde la época de los etruscos, cuando numerosos asentamientos excavados en la toba y atestiguados por la Edad de Bronce (siglo  XII a. C.  y siglo XI a. C.) fueron fundados aquí. También en el lugar donde hoy se encuentra el núcleo urbano, había un asentamiento etrusco, atestiguado por los restos de las murallas encontradas en el distrito de Capisotto y luego desaparecieron entre finales del siglo VI a. C. y principios del siglo V a. C.
La primera noticia de Pitigliano aparece en un toro enviado por el papa Nicolás II a la Concatedral de San Pedro y San Pablo en Sovana en 1061, donde ya se indica como un lugar bajo la jurisdicción de la familia de los condes de Aldobrandeschi. En 1293, Anastasia, hija de la condesa Margherita Aldobrandeschi, se casó con Romano Orsini, aportando el condado de Sovana como dote y trasladando la sede del condado a Pitigliano. Los Orsini gobernaron el condado de Pitigliano durante siglos, defendiéndolos de los intentos continuos de subyugación de Siena y Orvieto primero, y más tarde de los Medici desde Florencia. No fue hasta 1574 cuando Nicolas IV Orsini cedió la fortaleza a la familia Medici y en 1604 Pitigliano se anexó al Gran Ducado de Toscana, vendido por el Conde Gian Antonio Orsini para saldar sus deudas. Sin embargo, los Medici no se interesaron por el destino de la ciudad, que pronto cayó en decadencia, y solo en 1737, año en que el gran ducado pasó a la casa de Lorena, Pitigliano experimentó una lenta recuperación económica y cultural.
Hoy en día es un destino turístico muy conocido, gracias a la peculiaridad de su centro histórico, que ha permitido su inclusión en la lista de los pueblos más bellos de Italia de la ANCI.

### Símbolos
El escudo de armas de Pitigliano consiste en un escudo samnita amarillo, en el que se representa una fortaleza de plata sobre una colina y rodeada por dos leones rojos. El escudo de armas tiene el siguiente blasón oficial:«d'oro alla torre merlata d'argento, sostenuta da due leoni controrampanti di rosso, attraversati da due rose dello stesso, il tutto su un colle al naturale» (de oro en la torre de plata almenada, aguantada por dos leones de espalda roja, cruzados por dos rosas del mismo color, todo en una colina natural).

## Monumentos y lugares de interés

### Arquitectura religiosa

#### Iglesias parroquiales católicas

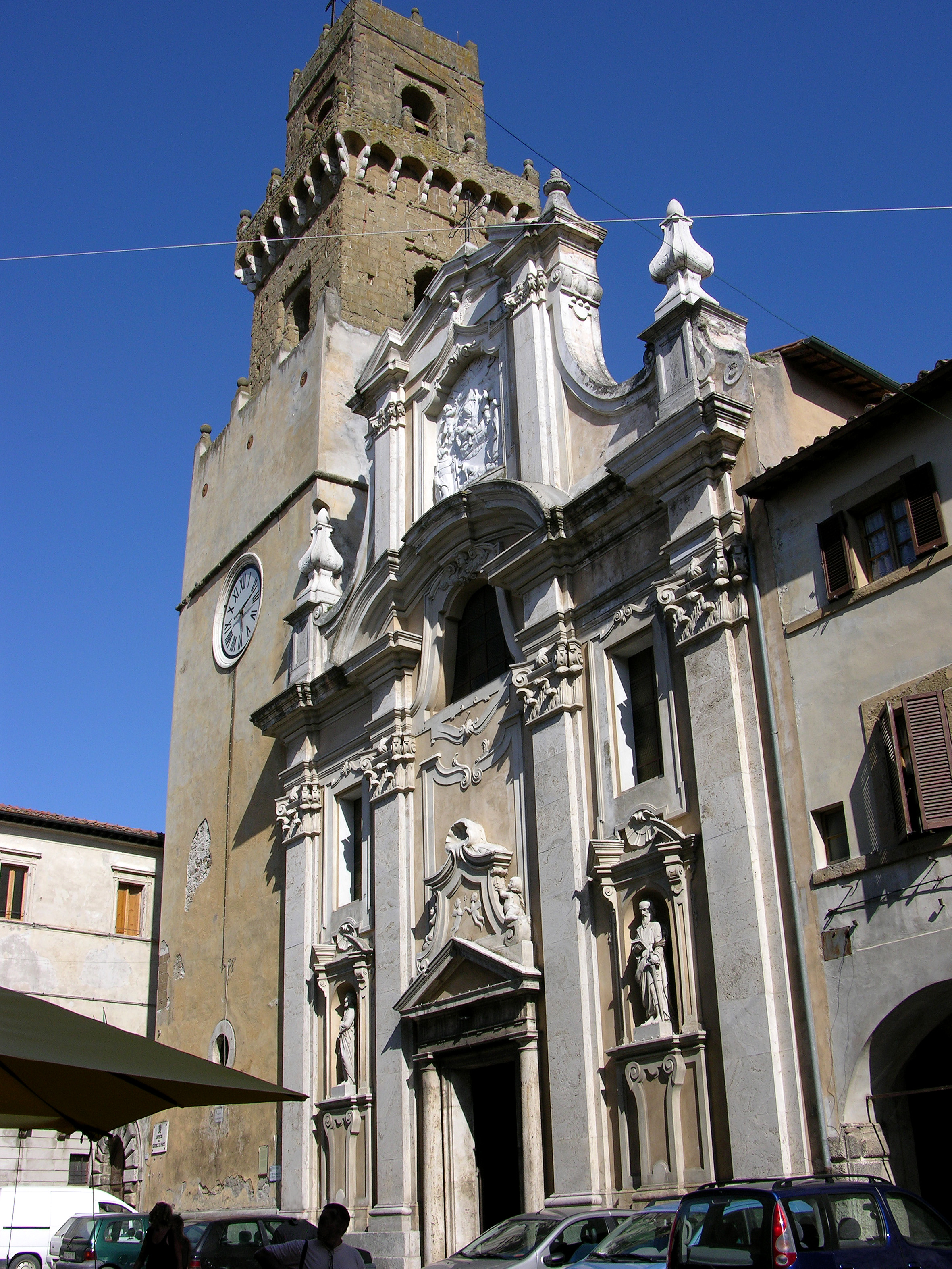
Catedral de San Pedro y San Pablo

- Catedral de San Pedro y San Pablo, catedral de Pitigliano, fue construida en la Edad Media, remodelada durante el siglo XVI y profundamente modificada en épocas posteriores. La fachada, del barroco tardío, está flanqueada a la izquierda por el campanario que está enlucido en su parte inferior, por encima de la cual ha mantenido su aspecto original en toba que se remonta a la época medieval. El interior de la catedral, de estilo barroco con una sola nave y capillas laterales, alberga diversas obras de arte que se extienden principalmente ente el siglo XVII y el siglo XIX. Entre las diversas obras se encuentran dos pinturas de la "vida de San Gregorio", Arrigo IV en Canossa y la predestinación del joven Ildebrando, del pintor de Sansiano Pietro Aldi. La parroquia de San Pedro y San Pablo cuenta con unos 820 feligreses.[5]
- Iglesia de Santa María de la Asunción, ubicada en la Plaza Dante, fuera de la zona amurallada, se remonta al siglo XIX y se es de estilo neorrománico. La parroquia de Santa María de la Asunción cuenta con unos 2760 feligreses.[6]
- Santuario de la Virgen de la Gracia, construido en el siglo XV como una capilla rural, se transformó en un santuario dedicado a la Virgen durante el siglo XVI y se amplió en períodos posteriores cuando el lugar se convirtió en la sede de una comunidad de franciscanos. Fue restaurada en 1962. La parroquia de la Virgen de la Gracia tiene alrededor de 610 feligresesi.[7]

#### Iglesias católicas menores
- Iglesia de Santa María y San Roque, construido en el siglo XII sobre un templo pagano preexistente y restaurado con estilo de finales del Renacimiento, se presenta como una inusual sala trapezoidal dividida en tres naves, en las que aun se pueden observar restos de antiguos frescos. El interior también contiene una importante colección de pinturas del siglo XVII.
- Oratorio de la Santa Cruz, ubicado en la plaza Gregorio VII, cerca de la catedral, es un pequeño edificio religioso del siglo XVII.
- Iglesia de San Antonio, situada en la vía Zuccarelli, se remonta al siglo XIII, ha sufrido cambios sustanciales que han cambiado su apariencia original. Desconsagrada, ahora tiene un uso civil.
- Iglesia de San Roque, ubicada entre la Via Vignoli y el callejón de San Roque, se remonta al siglo XV, aunque después de años de abandono  fue desconsagrada y hoy en día es una casa privada. En la fachada tiene un nicho con una estatua.
- Iglesia de San Miguel, situada en la vía San Michele fuera de las murallas, se remonta a la Edad Media, aunque fue remodelada y ampliada durante el siglo XVIII. Desconsagrada, ahora tiene un uso civil.
- Iglesia de la Virgen del Fiore, construida como capilla durante el Renacimiento, se encuentra a lo largo de la calle homónima en la parte exterior de los murallas de la ciudad. En los siglos posteriores, el edificio religioso se amplió, conservando discretamente los elementos estilísticos originales del siglo XVI.
- Iglesia y Convento de San Francisco, ubicada a las afueras de Pitigliano, en la carretera que conduce a Manciano, se remonta al Renacimiento y fue diseñado por Antonio da Sangallo il Giovane. La iglesia alberga un fresco de la Virgen con el niño de principios del siglo XVI. El convento se usa actualmente como vivienda rural y aún conserva el valioso claustro del siglo XVI.
- Iglesia de San Pablo de la Cruz, construida como capilla rural cerca del pueblo de Casone, fue completamente transformada y ampliada a principios del siglo XX, con elementos de estilo neorrománico y neogótico. En esta misma reforma se añadió el campanaio y la sacristía.
- Iglesia de Santa María de la Victoria, es de origen medieval y en su necrópolis se encuentran los restos de Poggio Buco.[8]

#### Capillas católicas
- Capilla de Santiago y Felipe Apóstol, construida en el siglo XVII a lo largo de la Vie Cave del Gradone, al sur del centro histórico, se encuentra una pequeña capilla rural que ha conservado los elementos estilísticos típicos de su época.
- Capilla de San Lorenzo, ubicado cerca de la granja homónima en los alrededores de Pitigliano, este edificio religioso desconsagrado, fue construido durante el siglo XVII como una capilla rural.
- Ermita, situada en la Puerta de Sovana, es una pequeña cueva, datada en el siglo IV, utilizada como lugar de culto.

#### Edificios sagrados judíos

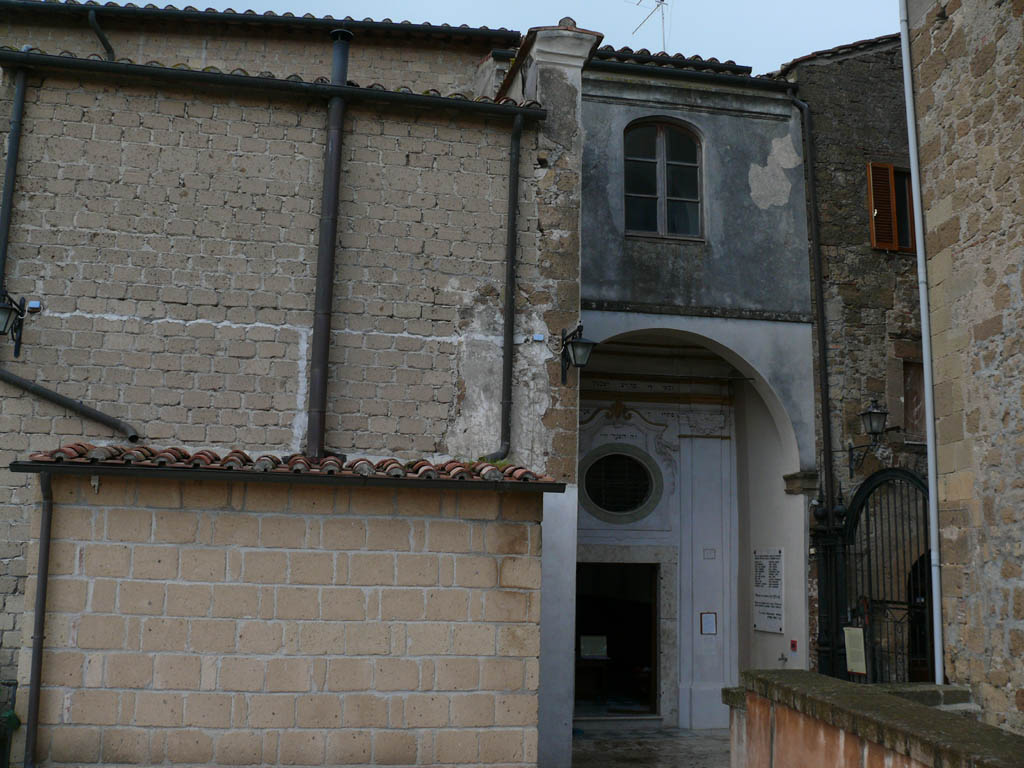
Sinagoga de Pitigliano

- Sinagoga de Pitigliano, datada en el siglo XVI, en la que destacan el Aron en la pared del fondo y el Teva en el centro. Se conservan inscripciones de versos bíblicos en las paredes, y la galería de mujeres está en la parte superior. Debajo del templo judío encontramos las salas utilizadas para el baño ritual, el horno para pan, la carnicería kosher, la bodega kosher y el lugar para teñir.
- Cementerio Hebreo de Pitigliano, ubicado más allá del riachuelo Meleta, que bordea el pueblo por sur. Se construyó en la segunda mitad del siglo XVI cuando los Orsini concedieron esa tierra a su médico de familia, que profesaba la religión judía, para el entierro de su esposa. Cerca del cementerio judío se encuentra el museo arqueológico al aire libre Alberto Manzi.

### Arquitectura civil

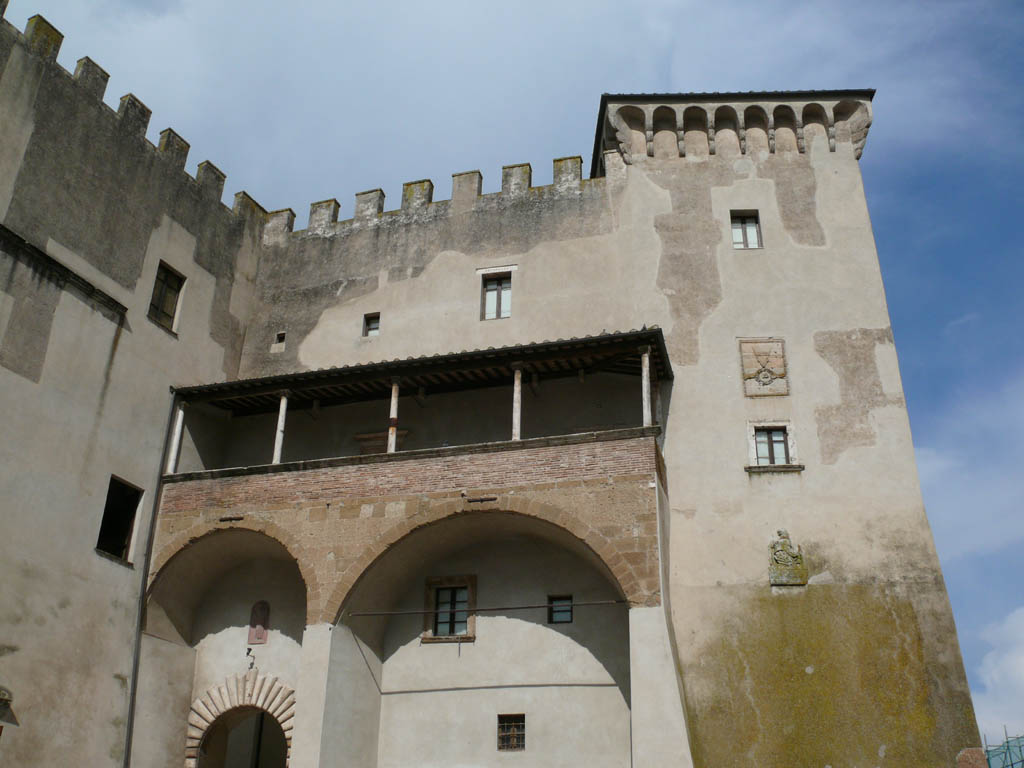
Palacio Orsini

#### Palacios
- Palacio Orsini, imponente palacio fortificado, construido por la familia Aldobrandeschi (siglo XI). Posteriormente, en el siglo XVI, cuando se alzó como sede del Condado de Orsini, fue remodelado a instancias de Nicolas Orsini, por el ingeniero Antonio da Sangallo il Giovane. El aspecto actual se debe a algunas renovaciones llevadas a cabo por la Casa Lorena entre 1777 y 1840, incluso en los últimos tiempos la Superintendencia de Patrimonio Artístico y Cultural de Siena y Grosseto la revistió con un yeso de dudosa calidad. El complejo alberga el museo diocesano Palacio Orsini, rico en obras de arte que abarcan desde la Edad Media hasta la Edad Moderna, y el museo arqueológico cívico, donde se guardan diversos objetos de las zonas arqueológicas cercanas.
- Palacio Comunal, sede del ayuntamiento, fue construido en estilo neorrenacentista entre 1934 y 1939 sobre el Teatro Salvini.
- Teatro Salvini, construido en 1823 por la Sociedad Filodramatica dei Ravvivati, en el lugar donde anteriormente había un granero, se renovó por primera vez en 1870 y finalmente se incorporó al imponente Palacio Comunal en la década de 1930. El teatro fue renovado en 1971 y 1972 en un proyecto del ingeniero Edoardo Focacci.
- Palacio Sadun, también llamado el Palacio de los Hebreos, es un impresionante edificio erigido a finales del siglo XIX en la plaza principal al lado del ayuntamiento.

Entre los muchos palacios de Pitigliano se encuentran también: el Palacio Bruscalupi, el Palacio Incontri, el Palacio Lucci-Petruccioli, el Palacio della Pretura, el Palacio del Monte de Piedad, el Palacio de Justicia, el Palacio Vellioli, el antiguo hospital de Pitigliano, el Spedali dei Poveri, el escritorio de las Fortalezas, el Palacio de la Fiscalía.

#### Otros edificios civiles
- Acueducto de los Medici, construido a mediados del siglo XVI, se finalizó durante el siglo siguiente cuando Pitigliano ya no se encontraba bajo la dominación de los Medici.
- Pozo del Palacio Orsini, es un aljibe característico del Renacimiento, ubicado en el patio interior del Palacio Orsini. Se caracteriza por sus finas decoraciones en bajorrelieve que representan la Casa de los Condes de Pitigliano.

### Arquitectura militar

#### Murallas
- Murallas de Pitigliano, los muros fueron construidos por los Aldobrandeschi a partir del siglo IX, aunque ya existía una primitiva fortificación etrusca desde el siglo VII a. C. El aspecto actual se debe a una remodelación posterior llevada a cabo por los Orsini durante el Renacimiento, diseñada por Antonio da Sangallo il Giovane.
  - Puerta de Sovana, construida durante el siglo XIII por los Aldobrandeschi, cerca de las antiguas murallas etruscas, para permitir el acceso al pueblo desde Sovana, en ese momento capital del condado.
  - Puerta de la Ciudadela, construida en el siglo XVI durante la remodelación y mejora de los sistemas de defensa preexistentes. La puerta es una galería real que cruza una de las murallas del sudeste, y que permite el acceso al pueblo desde el este y el sur.

#### Castillos
- Castillo del Águila, antigua fortificación medieval situada en una zona boscosa cerca del río Fiora, del cual se conservan las ruinas.
- Castillo de Morrano, ubicado en la localidad de Morranaccio, es un antiguo castillo del siglo IX, identificado con el topónimo Murianum, una posesión de la familia Aldobrandeschi y más tarde una guarnición del municipio de Orvieto. Probablemente destruido por los sieneses en el siglo XV, ha llegado en ruinas a nuestros días.

### Otros
- Monumento a la progenie de la ursina, situado a la derecha de la catedral, está compuesto por una base cuadrangular y una estatua de un oso colocada sobre un ánfora, con el escudo de la familia Orsini. Fue construido en 1490.
- Parque Orsini, ubicado en Poggio Strozzoni, fue construido a finales del siglo XVI siguiendo el modelo del parque de los monstruos de Bomarzo. Hay algunas esculturas y dos tronos monumentales de piedra en la cima de la colina.

### Sitios arqueológicos
- Necrópolis del Gradone, ubicada aguas abajo de la aldea, sobre el Meleta, dentro de la Cueva de la Vie, está compuesta por tumbas que se remontan al siglo VII a. C.  y al siglo VI a. C..
- Necrópolis de San Giovanni, situada cerca de Gradone, cerca de la cueva de Vie, debe su nombre al puente de ocho arcos que construyó el gran duque Leopoldo II de Lorena en 1843. Data de mediados del siglo VI a. C. y se compone de varias tumbas en cámaras excavadas en la toba, así como una serie de tumbas de la época helenística (siglo II a. C. ).
- Necrópolis de San Giuseppe, ubicada en la carretera que conduce a Sovana, está compuesta por un pequeño grupo de tumbas que datan del siglo VII a. C.  y del siglo VI a. C.
- Morranaccio, sitio arqueológico de considerable interés, conserva vestigios de un asentamiento frecuentado desde la Edad de Bronce hasta la época etrusca-romana: se pueden ver restos de antiguos pozos, tumbas y cuevas. En la Edad Media había un castillo, el antiguo Murianum, hoy en ruinas.
- Poggio Buco: el área conocida hoy como Poggio Buco, en la antigüedad era una floreciente ciudad etrusca, dependiente de Vulci y rival de la cercana Pitigliano, habitada desde finales de la Edad del Bronce (siglo|XII|a|s}}). La ciudad desapareció a principios del siglo VI a. C. por razones que se desconocen, al igual que también se desconoce el nombre que recibía en la antigüedad. Durante años se ha planteado la hipótesis de que el área de Poggio Buco era el lugar donde una vez se encontraba la ciudad perdida de Statonia, una hipótesis que luego se refutó. Los sitios arqueológicos de Caravone, Insuglietti, Le Sparne, Selva Miccia son parte de Poggio Buco.

En la zona, también existen otros pequeños yacimientos arqueológicos, como son los de Corano, Poggialti Vallelunga, Poggio Formica, Quattro Strade y Sorgenti della Nova.

## Sociedad

### Distribución de la población
| Fracción               | Habitantes (2011) | Altitud |
| ---------------------- | ----------------- | ------- |
| Pitigliano (capoluogo) | 3040              | 313     |
| Casone                 | 124               | 524     |
| Altre località         | 706               | -       |

### Grupos étnicos y minorías extranjeras
Según los datos de ISTAT, a 31 de diciembre de 2010, la población extranjera residente en Pitigliano era de 163 personas. Las nacionalidades más representadas en función de su porcentaje del total de la población residente fueron:
- Romania, 60 - 1,53%

### Religión
La Catedral de San Pedro y San Pablo en Pitigliano es la sede de la diócesis de Pitigliano-Sovana-Orbetello.
Pitigliano también es conocido como "la pequeña Jerusalén" por la presencia de una sinagoga y una comunidad judía bastante grande, que siempre ha logrado una excelente integración con la población local. La formación de la comunidad se remonta al siglo XVI, pero que entró en declive en el siglo XIX. Como evidencia de la importancia de la comunidad judía de Pitigliano, el antiguo distrito del gueto con su hermosa sinagoga y el interesante cementerio en la carretera estatal a Manciano permanecen hoy en día.

### Tradiciones y folclore

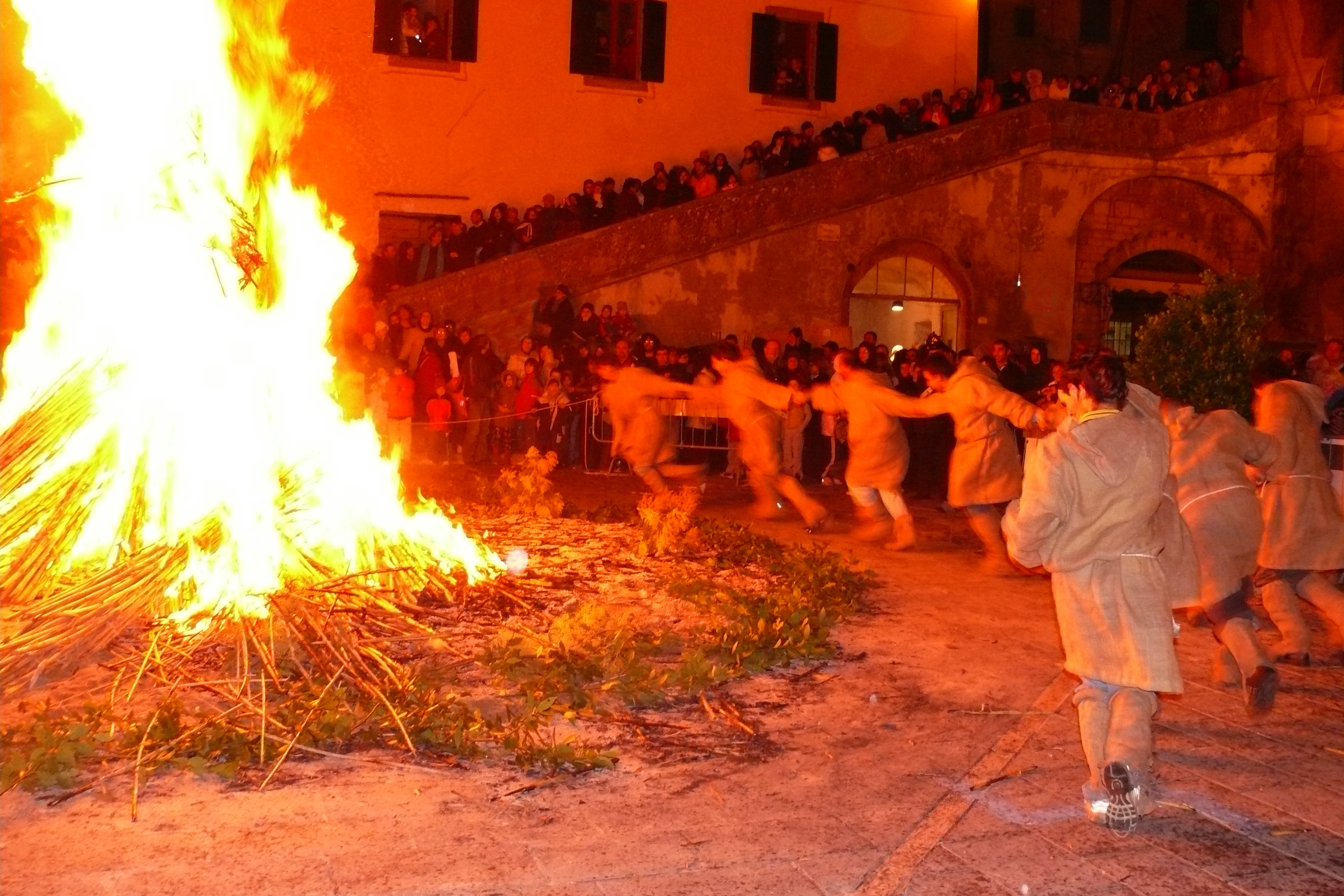
Torciata di San Giuseppe en la Plaza Garibaldi

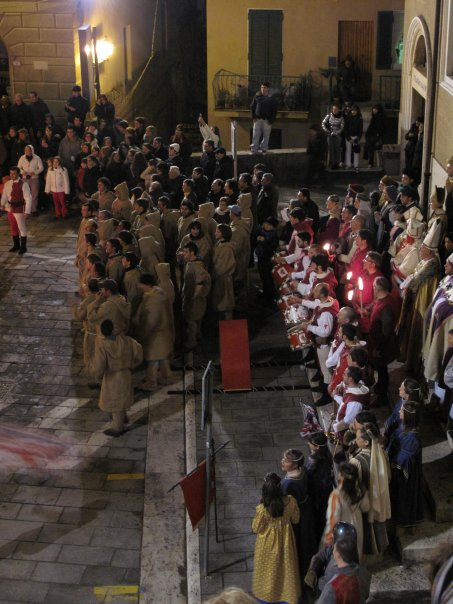
Figurantes disfrazados

- Torciata di San Giuseppe: Fiesta tradicional de Pitigliano que se celebra cada 19 de marzo para celebrar la llegada de la primavera. El evento consiste en un desfile con disfraces históricos que recorre las calles del centro histórico antes de llegar a Plaza Garibaldi, donde se realiza el espectáculo de los abanderados y, una vez que anochece, se coloca un reno que simboliza el invierno, llamado "invernacciu", sobre el fuego de una pila de faroles.

## Cultura

### Educación

#### Bibliotecas
La Biblioteca Municipal Francesco Zuccarelli se encuentra dentro de la Fortaleza Orsini. Fundada en 1864 por Francesco Cagnacci, se unió en 1866 a la Biblioteca del Judío Cesare Sadun. La biblioteca fue trasladada a su ubicación actual en 1970. Biblioteca municipal cuenta con un patrimonio de 8000 volúmenes.
Una segunda biblioteca es la que se encuentra dentro del seminario del obispo, la biblioteca diocesana, que tiene alrededor de 9,000 volúmenes.

#### Museos
El municipio de Pitigliano tiene cuatro museos que forman parte de la red provincial de Museos de Maremma.
- Museo Arqueológico al aire libre Alberto Manzi
- Museo arqueológico civil de Pitigliano
- Museo del Palacio Orsini
- Camino judío: museo judío, sinagoga y gueto.

En algunas salas subterráneas de la fortaleza Orsini también se encuentra el Museo del Giubbonai, un pequeño museo etnográfico sobre la cultura rural de Pitigliano.

### Media

#### Televisión
El spot de Blue Pill fue filmado en Pitigliano, para el lanzamiento en enero de 2015 del nuevo coche Fiat 500X. El rodaje lo realizó la agencia publicitaria estadounidense TRG - The Richards Group de Dallas y fue protagonizado por los actores Roberto "Nini" Salerno y Adele Pandolfi.

### Cine
- La visione del sabba (1988) de Marco Bellocchio.
- Il pane della memoria (2008) de Luigi Faccini: película documental sobre los judíos italianos, que concierne, entre otras cosas, a la comunidad de Pitigliano.[16]

### Cocina
- Sfratto de Pitigliano
- Torsetto con la bolla de Pitigliano
- Tortello dulce de Pitigliano
- Tozzetto de Pitigliano
- Cialdino dei Tufi, producto de Sorano y Sovana
- Focaccia bastarda de Pitigliano
- Focaccia de Pascua de Pitigliano
- Migliaccia de Pitigliano
- Panqueques de San Jose de Pitigliano

El área en la que se encuentra Pitigliano es un área de producción de vino blanco de Pitgliano y vino tinto de Sovana, cada uno de los cuales presenta algunas variaciones según las especificaciones de producción.

## Geografía antrópica

### Fracción
El municipio de Pitigliano cuenta con una sola fracción, la de Casone, un asentamiento rural ubicado en el extremo oriental del territorio municipal, en la frontera con la provincia de Viterbo. El topónimo se debió a la presencia de una gran villa, construida en el siglo XV por el Conde Bertoldo Orsini, ahora desaparecida porque fue bombardeada en 1944.

### Otros núcleos de población
Otros núcleos de población son Fonte, Pantalla, La Rotta, Pian di Morrano, Poggio Buco y San Francesco.

## Infraestructuras y transportes
Los accesos a Pitigliano por carretera son a través de la carretera regional Maremmana 74 y la carretera provincial 4 Pitigliano-Santa Fiora.
El transporte interurbano en Pitigliano se realiza con servicios de autobuses programados operados por Tiemme Toscana Mobilità.

## Administración
| Periodo | Periodo | Nombre            | Posición         | Puesto  |
| ------- | ------- | ----------------- | ---------------- | ------- |
| 2007    | 2012    | Dino Seccarecci   | Centro-Izquierda | Alcalde |
| 1995    | 1997    | Alberto Manzi     | DS               | Alcalde |
| 2012    | Actual  | Pierluigi Camilli | Lista Cívica     | Alcalde |
| 1978    | 1995    | Augusto Brozzi    | Izquierda        | Alcalde |
| 1997    | 2007    | Augusto Brozzi    | Centro-Izquierda | Alcalde |